# Misippus
Misippus is een geslacht van wantsen uit de familie van de Scutelleridae (Pantserwantsen). Het geslacht werd voor het eerst wetenschappelijk beschreven door Carl Stål in 1868.

## Soorten
Het genus bevat de volgende soorten:

- Misippus spinolae (Signoret, 1863)
- Misippus variabilis (Spinola, 1852)